# Kamienica Karmelitanek w Krakowie
Kamienica Karmelitanek (znana także jako Dwór Ostrorogów) – zabytkowa kamienica znajdująca się w Krakowie, w dzielnicy I przy ulicy Grodzkiej 62, na Starym Mieście.

## Historia
Budynek został wzniesiony w XV wieku przez ród Ostrorogów. W XVI wieku Jakub Ostroróg sprzedał go Andrzejowi Górce. W 1575 był on własnością Stanisława Górki. Następnie należał do Czarnkowskich i Pieniążków. Na początku XVII wieku, od wdowy po Janie Pieniążku, odkupił go wojewoda krakowski Mikołaj Zebrzydowski i przekazał siostrom karmelitankom. Te notowane są w źródłach jako właścicielki budynku w 1653. Od 1816 kamienica jest własnością parafii ewangelickiej. W 1883 została gruntownie przebudowana. 
22 sierpnia 1988 kamienica została wpisana do rejestru zabytków. Znajduje się także w gminnej ewidencji zabytków.